# Fähre Kloster Fahr–Schlieren

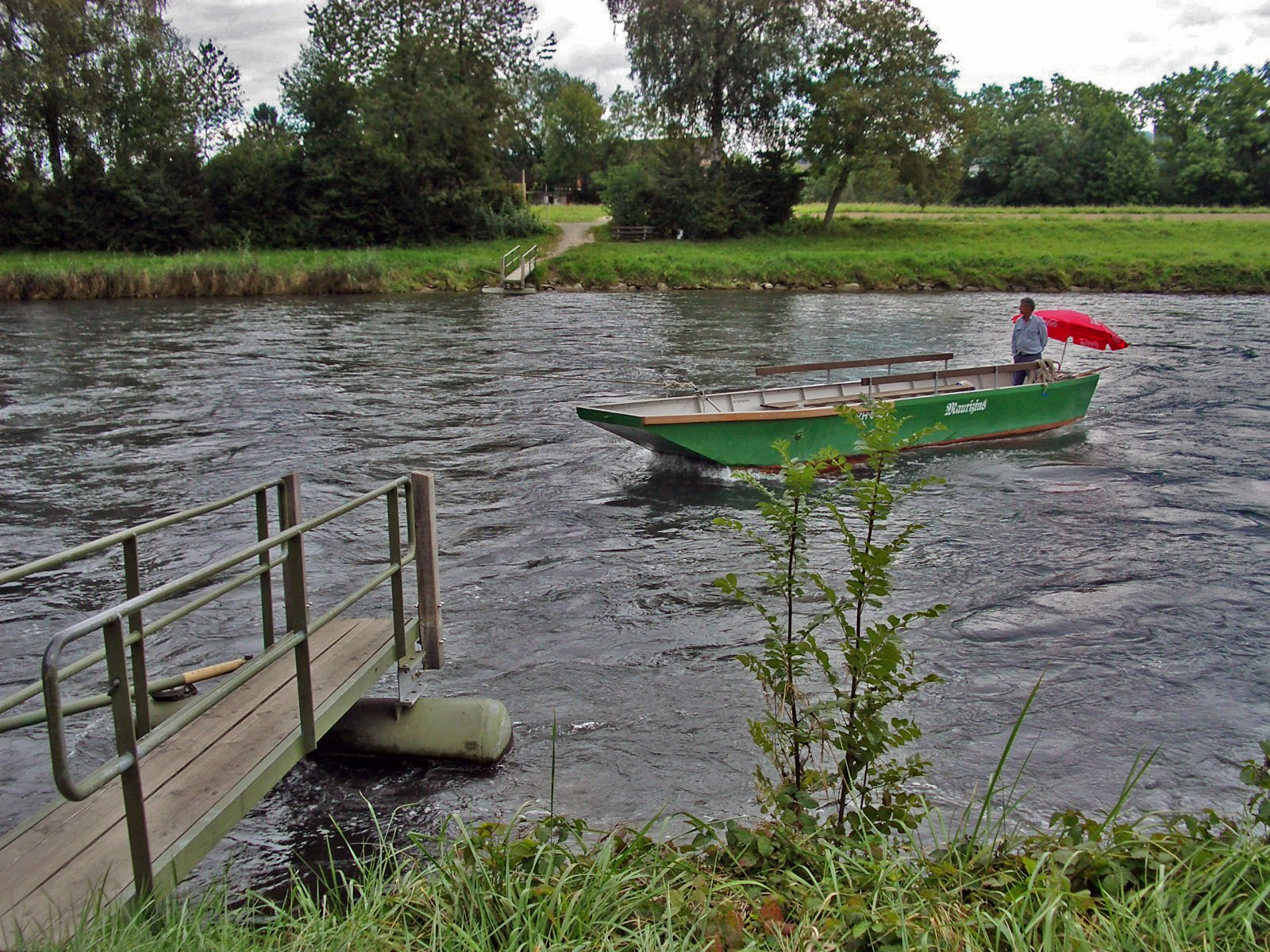
Fähre (2007)

Die Fähre Kloster Fahr–Schlieren ist eine Gierseilfähre über die Limmat im Schweizer Kanton Zürich.
Die Fähre führt von Schlieren, südlich der Limmat, nach Unterengstringen und dem nach ihr benannten Kloster Fahr am Nordufer. Die Fähre verkehrt nicht im Winter.

## Geschichte
Es wird angenommen, dass eine Fähre bereits vor der Gründung des Klosters im Jahr 1130 existierte. 1844 wurde die Unterengstringer Brücke eingeweiht und die Fähre verlor an Bedeutung.
Seit 1981 betreiben der Wasserfahrverein Schlieren und die Seepfadi Zürich die Fähre.